# Graminella nigrifrons
Graminella nigrifrons är en insektsart som beskrevs av Forbes 1885. Graminella nigrifrons ingår i släktet Graminella och familjen dvärgstritar. Inga underarter finns listade i Catalogue of Life.